# Li Zhilun
Li Zhilun (chinesisch 李志伦; * 10. März 1942 in Jinzhou, Liaoning; † 28. April 2007) war ein chinesischer Politiker der Kommunistischen Partei Chinas (KPCh), der unter anderem von 2003 bis zu seinem Tode am 28. April 2007 Minister für Disziplinaraufsicht im Staatsrat der Volksrepublik China war. 

## Leben
Li Zhilun begann nach dem Schulbesuch 1962 ein Studium an der Fakultät für Politik- und Rechtswissenschaften der Chinesischen Universität für Politikwissenschaft und Recht, das er 1966 beendete. Während des Studiums trat er 1964 als Mitglied der Kommunistischen Partei Chinas (KPCh) bei. Nach Abschluss des Studiums war er zwischen 1967 und 1974 stellvertretender Direktor des Büros des Parteikomitees des Autonomen Kreises Baoting der Li und Miao und war zeitgleich Mitglied des Ständigen Ausschusses des Parteikomitees dieses Autonomen Kreises. Im Anschluss fungierte er von 1974 bis 1979 als Direktor des Büros des Parteikomitees des Autonomen Kreises Baoting der Li und Miao und war zeitgleich stellvertretender Sekretär des Parteikomitees dieses Autonomen Kreises. Daraufhin bekleidete er zwischen 1979 und 1985 die Posten als Vizepräsident und Pro-Dekan der Zentralen Schule des Kommunistischen Jugendverbandes Chinas (KJVC) sowie zugleich als Leiter der Abteilung Organisation und Bildung sowie als Direktor des Forschungszentrums für die Geschichte der Jugendbewegung dieser Zentralen Schule. Danach war er von 1985 und 1987 Direktor und Sekretär der Parteiführungsgruppe des Verlages China Youth News Press, der unter anderem die Tageszeitung China Youth Daily herausgibt, das Zentralorgan des Kommunistischen Jugendverbandes.
1987 wechselte Li ins Ministerium für Disziplinaraufsicht und war dort zuerst Leiter der Allgemeinen Abteilung sowie zwischen 1992 und 1997 Vize-Minister für Disziplinaraufsicht. Auf dem XIV. Parteitag der KPCh (12. bis 19. Oktober 1992) wurde er erstmals Mitglied der Zentralen Disziplinarkommission der Kommunistischen Partei Chinas und gehörte dieser nach seiner Bestätigung auf dem XV. Parteitag (12. bis 19. September 1997) bis zum XVI. Parteitag (8. bis 14. November 2002) an. Er war zwischen dem XIV. Parteitag 1992 und seinem Tode am 28. April 2007 zugleich Mitglied des Ständigen Ausschusses der Zentralen Disziplinarkommission der KPCh. Auf dem XVI. Parteitag 2002 wurde er des Weiteren stellvertretender Sekretär der Zentralen Disziplinarkommission der KPCh sowie ferner Mitglied des Zentralkomitees der Kommunistischen Partei Chinas (ZK der KPCh) und hatte diese beiden Funktionen ebenfalls bis zu seinem Tode inne.
Als Nachfolger von He Yong wurde Li Zhilun schließlich im März 2003 Minister für Disziplinaraufsicht im Staatsrat der Volksrepublik China. Er verstarb am 28. April 2007 im Amt, woraufhin Ma Wen seine dortige Nachfolge antrat.